# Dreiband-Weltmeisterschaft 2002

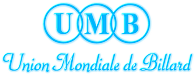
Logo UMB (ausrichtender Verband)

Veranstaltungsort: Randers

Die Dreiband-Weltmeisterschaft 2002 fand vom 2. bis 5. Oktober in Randers (Dänemark) statt. Nach 1994 in Aalborg war es die zweite WM in Dänemark.

## Geschichte
Nach seiner Finalniederlage 2001 in Luxemburg gegen Rekordweltmeister Raymond Ceulemans hat Marco Zanetti in Randers seinen ersten Weltmeistertitel errungen. Im Finale setzte er sich mit 3:1 Sätzen gegen den Überraschungsfinalisten Dion Nelin aus Dänemark durch. Nelin, der in zwei Kampfpartien die starken Daniel Sánchez und Semih Saygıner niedergerungen hatte, holte für Dänemark die vierte WM-Medaille. Einen ausgezeichneten Eindruck hinterließ der Österreicher Gerhard Kostistansky. Nach seinem Gruppensieg unterlag er knapp im Achtelfinale mit 2:3 gegen den Spanier Enrique Penalva. Außerdem spielte er mit 3,333 den besten Einzeldurchschnitt (BED) des Turniers. Für die beiden Deutschen Martin Horn und Christian Rudolph verlief die Weltmeisterschaft mit Platz 26 und 29 absolut enttäuschend.

## Modus
Gespielt wurde das Turnier mit 32 Teilnehmern. In den Gruppenspielen wurde auf zwei Gewinnsätze à 15 Points gespielt. Ab dem Achtelfinale ging es um drei Gewinnsätze pro Spiel. Platz drei wurde nicht mehr ausgespielt.

## Gruppenphase
| MP    | Match Punkte (Sieger = 2; Unentschieden = 1; Verlierer = 0) |
| SV    | Satzverhältnis (nur bei Turnieren im Satzsystem)            |
| Pkte. | Erzielte Karambolagen                                       |
| Aufn. | benötigte Aufnahmen                                         |
| GD    | Generaldurchschnitt                                         |
| MGD   | Mannschafts-Generaldurchschnitt                             |
| BED   | Bester Einzeldurchschnitt eines Spielers                    |
| BEMD  | Bester Einzeldurchschnitt einer Mannschaft                  |
| BSD   | Bester Satzdurchschnitt eines Spielers                      |
| HS    | Höchstserie                                                 |
| WRP   | Weltranglistenpunkte                                        |

| Abschlusstabelle Gruppe A | Abschlusstabelle Gruppe A | Abschlusstabelle Gruppe A | Abschlusstabelle Gruppe A | Abschlusstabelle Gruppe A | Abschlusstabelle Gruppe A | Abschlusstabelle Gruppe A | Abschlusstabelle Gruppe A | Abschlusstabelle Gruppe A | Abschlusstabelle Gruppe A |
| Platz                     | Name                      | MP                        | SV                        | Pkte                      | Aufn.                     | GD                        | BED                       | BSD                       | HS                        |
| ------------------------- | ------------------------- | ------------------------- | ------------------------- | ------------------------- | ------------------------- | ------------------------- | ------------------------- | ------------------------- | ------------------------- |
| 1                         | Marco Zanetti             | 4:2                       | 5:2                       | 95                        | 71                        | 1,338                     | 1,500                     | 3,750                     | 9                         |
| 2                         | Joji Kai                  | 4:2                       | 4:2                       | 79                        | 74                        | 1,067                     | 1,304                     | 2,142                     | 6                         |
| 3                         | Rodolfo Covarrubias       | 2:4                       | 3:5                       | 85                        | 84                        | 1,011                     | 1,148                     | 2,142                     | 7                         |
| 4                         | Jorge Theriaga            | 2:4                       | 2:5                       | 81                        | 82                        | 0,987                     | 1,138                     | 1,250                     | 7                         |

| Abschlusstabelle Gruppe B | Abschlusstabelle Gruppe B | Abschlusstabelle Gruppe B | Abschlusstabelle Gruppe B | Abschlusstabelle Gruppe B | Abschlusstabelle Gruppe B | Abschlusstabelle Gruppe B | Abschlusstabelle Gruppe B | Abschlusstabelle Gruppe B | Abschlusstabelle Gruppe B |
| Platz                     | Name                      | MP                        | SV                        | Pkte                      | Aufn.                     | GD                        | BED                       | BSD                       | HS                        |
| ------------------------- | ------------------------- | ------------------------- | ------------------------- | ------------------------- | ------------------------- | ------------------------- | ------------------------- | ------------------------- | ------------------------- |
| 1                         | Torbjörn Blomdahl         | 6:0                       | 6:1                       | 100                       | 48                        | 2,083                     | 2,727                     | 5,000                     | 12                        |
| 2                         | Luis Aveiga               | 4:2                       | 4:4                       | 79                        | 75                        | 1,053                     | 1,178                     | 1,666                     | 9                         |
| 3                         | Eddy Merckx               | 2:4                       | 3:4                       | 78                        | 62                        | 1,258                     | 1,200                     | 1,500                     | 9                         |
| 4                         | Ihab El Messery           | 0:6                       | 2:6                       | 85                        | 85                        | 1,000                     | –                         | 1,363                     | 6                         |

| Abschlusstabelle Gruppe C | Abschlusstabelle Gruppe C | Abschlusstabelle Gruppe C | Abschlusstabelle Gruppe C | Abschlusstabelle Gruppe C | Abschlusstabelle Gruppe C | Abschlusstabelle Gruppe C | Abschlusstabelle Gruppe C | Abschlusstabelle Gruppe C | Abschlusstabelle Gruppe C |
| Platz                     | Name                      | MP                        | SV                        | Pkte                      | Aufn.                     | GD                        | BED                       | BSD                       | HS                        |
| ------------------------- | ------------------------- | ------------------------- | ------------------------- | ------------------------- | ------------------------- | ------------------------- | ------------------------- | ------------------------- | ------------------------- |
| 1                         | Dick Jaspers              | 6:0                       | 6:0                       | 90                        | 55                        | 1,636                     | 2,307                     | 2,500                     | 7                         |
| 2                         | Ramón Rodriguez           | 2:4                       | 3:4                       | 81                        | 60                        | 1,350                     | 1,363                     | 3,750                     | 9                         |
| 3                         | Yoichiro Mori             | 2:4                       | 3:5                       | 79                        | 85                        | 0,929                     | 1,185                     | 1,666                     | 5                         |
| 4                         | Pedro Piedrabuena         | 2:4                       | 2:5                       | 91                        | 78                        | 1,166                     | 1,157                     | 2,142                     | 5                         |

| Abschlusstabelle Gruppe D | Abschlusstabelle Gruppe D | Abschlusstabelle Gruppe D | Abschlusstabelle Gruppe D | Abschlusstabelle Gruppe D | Abschlusstabelle Gruppe D | Abschlusstabelle Gruppe D | Abschlusstabelle Gruppe D | Abschlusstabelle Gruppe D | Abschlusstabelle Gruppe D |
| Platz                     | Name                      | MP                        | SV                        | Pkte                      | Aufn.                     | GD                        | BED                       | BSD                       | HS                        |
| ------------------------- | ------------------------- | ------------------------- | ------------------------- | ------------------------- | ------------------------- | ------------------------- | ------------------------- | ------------------------- | ------------------------- |
| 1                         | Semih Saygıner            | 6:0                       | 6:0                       | 90                        | 56                        | 1,607                     | 2,000                     | 2,142                     | 6                         |
| 2                         | Thomas Andersen           | 4:2                       | 4:4                       | 83                        | 71                        | 1,169                     | 1,523                     | 2,500                     | 7                         |
| 3                         | Mikael Nilsson            | 2:4                       | 3:5                       | 110                       | 78                        | 1,410                     | 1,166                     | 1,500                     | 7                         |
| 4                         | Christian Rudolph         | 0:6                       | 2:5                       | 96                        | 89                        | 1,078                     | –                         | 1,875                     | 6                         |

| Abschlusstabelle Gruppe E | Abschlusstabelle Gruppe E | Abschlusstabelle Gruppe E | Abschlusstabelle Gruppe E | Abschlusstabelle Gruppe E | Abschlusstabelle Gruppe E | Abschlusstabelle Gruppe E | Abschlusstabelle Gruppe E | Abschlusstabelle Gruppe E | Abschlusstabelle Gruppe E |
| Platz                     | Name                      | MP                        | SV                        | Pkte                      | Aufn.                     | GD                        | BED                       | BSD                       | HS                        |
| ------------------------- | ------------------------- | ------------------------- | ------------------------- | ------------------------- | ------------------------- | ------------------------- | ------------------------- | ------------------------- | ------------------------- |
| 1                         | Frédéric Caudron          | 6:0                       | 6:0                       | 90                        | 56                        | 1,607                     | 2,000                     | 3,000                     | 11                        |
| 2                         | Enrique Penalva           | 4:2                       | 4:2                       | 73                        | 71                        | 1,028                     | 1,250                     | 1,500                     | 6                         |
| 3                         | Luis Miguel Avila         | 2:4                       | 2:5                       | 85                        | 59                        | 1,440                     | 2,100                     | 3,000                     | 6                         |
| 4                         | Jean-Christophe Roux      | 0:6                       | 1:6                       | 62                        | 60                        | 1,033                     | –                         | 1,666                     | 5                         |

| Abschlusstabelle Gruppe F | Abschlusstabelle Gruppe F | Abschlusstabelle Gruppe F | Abschlusstabelle Gruppe F | Abschlusstabelle Gruppe F | Abschlusstabelle Gruppe F | Abschlusstabelle Gruppe F | Abschlusstabelle Gruppe F | Abschlusstabelle Gruppe F | Abschlusstabelle Gruppe F |
| Platz                     | Name                      | MP                        | SV                        | Pkte                      | Aufn.                     | GD                        | BED                       | BSD                       | HS                        |
| ------------------------- | ------------------------- | ------------------------- | ------------------------- | ------------------------- | ------------------------- | ------------------------- | ------------------------- | ------------------------- | ------------------------- |
| 1                         | Tonny Carlsen             | 6:0                       | 6:0                       | 60                        | 36                        | 1,666                     | 2,142                     | 5,000                     | 13                        |
| 2                         | Jacob Haack-Sørensen      | 4:2                       | 4:3                       | 53                        | 49                        | 1,081                     | 1,464                     | 2,142                     | 7                         |
| 3                         | Kim Chul-min              | 2:4                       | 3:4                       | 39                        | 41                        | 0,951                     | –                         | 1,875                     | 5                         |
| 4                         | Oscar Castano             | 0:6                       | –                         | –                         | –                         | –                         | –                         | –                         | –                         |

| Abschlusstabelle Gruppe G | Abschlusstabelle Gruppe G | Abschlusstabelle Gruppe G | Abschlusstabelle Gruppe G | Abschlusstabelle Gruppe G | Abschlusstabelle Gruppe G | Abschlusstabelle Gruppe G | Abschlusstabelle Gruppe G | Abschlusstabelle Gruppe G | Abschlusstabelle Gruppe G |
| Platz                     | Name                      | MP                        | SV                        | Pkte                      | Aufn.                     | GD                        | BED                       | BSD                       | HS                        |
| ------------------------- | ------------------------- | ------------------------- | ------------------------- | ------------------------- | ------------------------- | ------------------------- | ------------------------- | ------------------------- | ------------------------- |
| 1                         | Gerhard Kostistansky      | 4:2                       | 5:2                       | 95                        | 61                        | 1,557                     | 3,333                     | 3,750                     | 7                         |
| 2                         | Daniel Sánchez            | 4:2                       | 4:2                       | 74                        | 34                        | 2,176                     | 3,000                     | 5,000                     | 8                         |
| 3                         | Erling Sjørup             | 2:4                       | 3:5                       | 79                        | 56                        | 1,410                     | 1,458                     | 3,000                     | 6                         |
| 4                         | Martin Horn               | 2:4                       | 2:5                       | 73                        | 67                        | 1,089                     | 1,791                     | 2,500                     | 9                         |

| Abschlusstabelle Gruppe H | Abschlusstabelle Gruppe H | Abschlusstabelle Gruppe H | Abschlusstabelle Gruppe H | Abschlusstabelle Gruppe H | Abschlusstabelle Gruppe H | Abschlusstabelle Gruppe H | Abschlusstabelle Gruppe H | Abschlusstabelle Gruppe H | Abschlusstabelle Gruppe H |
| Platz                     | Name                      | MP                        | SV                        | Pkte                      | Aufn.                     | GD                        | BED                       | BSD                       | HS                        |
| ------------------------- | ------------------------- | ------------------------- | ------------------------- | ------------------------- | ------------------------- | ------------------------- | ------------------------- | ------------------------- | ------------------------- |
| 1                         | Dion Nelin                | 4:2                       | 5:3                       | 100                       | 61                        | 1,639                     | 2,000                     | 3,750                     | 11                        |
| 2                         | Tayfun Taşdemir           | 4:2                       | 5:4                       | 116                       | 80                        | 1,450                     | 1,869                     | 2,142                     | 8                         |
| 3                         | Filipos Kasidokostas      | 4:2                       | 4:4                       | 95                        | 89                        | 1,067                     | 1,225                     | 1,875                     | 9                         |
| 4                         | Harry van de Ven          | 0:6                       | 3:6                       | 90                        | 82                        | 1,097                     | –                         | 3,000                     | 7                         |

## Finalrunde
Im Folgenden ist der Turnierbaum der Finalrunde aufgelistet.
|  | Achtelfinale         | Achtelfinale |                   |               | Viertelfinale   | Viertelfinale |  |  | Halbfinale | Halbfinale |  |  | Finale | Finale |
|  |                      |              |                   |               |                 |               |  |  |            |            |  |  |        |        |
|  |                      |              |                   |               |                 |               |  |  |            |            |  |  |        |        |
|  | Torbjörn Blomdahl    | 3/1,696      |                   |               |                 |               |  |  |            |            |  |  |        |        |
|  | Tayfun Taşdemir      | 1/1,250      |                   |               |                 |               |  |  |            |            |  |  |        |        |
|  | Tayfun Taşdemir      | 1/1,250      | Torbjörn Blomdahl | 1/1,500       |                 |               |  |  |            |            |  |  |        |        |
|  |                      |              | Torbjörn Blomdahl | 1/1,500       |                 |               |  |  |            |            |  |  |        |        |
|  |                      |              |                   |               | Ramón Rodriguez | 3/2,148       |  |  |            |            |  |  |        |        |
|  | Ramón Rodriguez      | 3/1,414      |                   |               | Ramón Rodriguez | 3/2,148       |  |  |            |            |  |  |        |        |
|  | Ramón Rodriguez      | 3/1,414      |                   |               |                 |               |  |  |            |            |  |  |        |        |
|  | Tonny Carlsen        | 2/1,250      |                   |               |                 |               |  |  |            |            |  |  |        |        |
|  | Tonny Carlsen        | 2/1,250      | Ramón Rodriguez   | 1/1,121       |                 |               |  |  |            |            |  |  |        |        |
|  |                      |              | Ramón Rodriguez   | 1/1,121       |                 |               |  |  |            |            |  |  |        |        |
|  |                      |              |                   | Dion Nelin    | 3/1,735         |               |  |  |            |            |  |  |        |        |
|  | Semih Saygıner       | 3/2,368      |                   | Dion Nelin    | 3/1,735         |               |  |  |            |            |  |  |        |        |
|  | Semih Saygıner       | 3/2,368      |                   |               |                 |               |  |  |            |            |  |  |        |        |
|  | Jacob Haack-Sørensen | 0/1,333      |                   |               |                 |               |  |  |            |            |  |  |        |        |
|  | Jacob Haack-Sørensen | 0/1,333      | Semih Saygıner    | 2/1,571       |                 |               |  |  |            |            |  |  |        |        |
|  |                      |              | Semih Saygıner    | 2/1,571       |                 |               |  |  |            |            |  |  |        |        |
|  |                      |              |                   |               | Dion Nelin      | 3/1,457       |  |  |            |            |  |  |        |        |
|  | Dion Nelin           | 3/1,307      |                   |               | Dion Nelin      | 3/1,457       |  |  |            |            |  |  |        |        |
|  | Dion Nelin           | 3/1,307      |                   |               |                 |               |  |  |            |            |  |  |        |        |
|  | Daniel Sánchez       | 2/1,274      |                   |               |                 |               |  |  |            |            |  |  |        |        |
|  | Daniel Sánchez       | 2/1,274      | Dion Nelin        | 1/1,458       |                 |               |  |  |            |            |  |  |        |        |
|  |                      |              | Dion Nelin        | 1/1,458       |                 |               |  |  |            |            |  |  |        |        |
|  |                      |              |                   | Marco Zanetti | 3/2,360         |               |  |  |            |            |  |  |        |        |
|  | Dick Jaspers         | 3/2,142      |                   | Marco Zanetti | 3/2,360         |               |  |  |            |            |  |  |        |        |
|  | Dick Jaspers         | 3/2,142      |                   |               |                 |               |  |  |            |            |  |  |        |        |
|  | Luis Aveiga          | 0/0,894      |                   |               |                 |               |  |  |            |            |  |  |        |        |
|  | Luis Aveiga          | 0/0,894      | Dick Jaspers      | 3/1,551       |                 |               |  |  |            |            |  |  |        |        |
|  |                      |              | Dick Jaspers      | 3/1,551       |                 |               |  |  |            |            |  |  |        |        |
|  |                      |              |                   |               | Enrique Penalva | 0/1,037       |  |  |            |            |  |  |        |        |
|  | Enrique Penalva      | 3/1,571      |                   |               | Enrique Penalva | 0/1,037       |  |  |            |            |  |  |        |        |
|  | Enrique Penalva      | 3/1,571      |                   |               |                 |               |  |  |            |            |  |  |        |        |
|  | Gerhard Kostistansky | 2/1,323      |                   |               |                 |               |  |  |            |            |  |  |        |        |
|  | Gerhard Kostistansky | 2/1,323      | Dick Jaspers      | 1/1,565       |                 |               |  |  |            |            |  |  |        |        |
|  |                      |              | Dick Jaspers      | 1/1,565       |                 |               |  |  |            |            |  |  |        |        |
|  |                      |              |                   | Marco Zanetti | 3/2,041         |               |  |  |            |            |  |  |        |        |
|  | Frédéderic Caudron   | 3/1,461      |                   | Marco Zanetti | 3/2,041         |               |  |  |            |            |  |  |        |        |
|  | Frédéderic Caudron   | 3/1,461      |                   |               |                 |               |  |  |            |            |  |  |        |        |
|  | Thomas Andersen      | 1/1,052      |                   |               |                 |               |  |  |            |            |  |  |        |        |
|  | Thomas Andersen      | 1/1,052      | Frédéric Caudron  | 0/1,173       |                 |               |  |  |            |            |  |  |        |        |
|  |                      |              | Frédéric Caudron  | 0/1,173       |                 |               |  |  |            |            |  |  |        |        |
|  |                      |              |                   |               | Marco Zanetti   | 3/1,800       |  |  |            |            |  |  |        |        |
|  | Joji Kai             | 1/1,133      |                   |               | Marco Zanetti   | 3/1,800       |  |  |            |            |  |  |        |        |
|  | Joji Kai             | 1/1,133      |                   |               |                 |               |  |  |            |            |  |  |        |        |
|  | Marco Zanetti        | 3/1,838      |                   |               |                 |               |  |  |            |            |  |  |        |        |

## Abschlusstabelle
| Endklassement              | Endklassement | Endklassement        | Endklassement | Endklassement | Endklassement | Endklassement | Endklassement | Endklassement | Endklassement | Endklassement | Endklassement |
| Phase                      | Platz         | Name                 | MP            | SV            | Pkte          | Aufn.         | GD            | BED           | BSD           | HS            |               |
| -------------------------- | ------------- | -------------------- | ------------- | ------------- | ------------- | ------------- | ------------- | ------------- | ------------- | ------------- | ------------- |
| Finale                     | 1             | Marco Zanetti        | 12:2          | 17:5          | 305           | 176           | 1,732         | 2,360         | 5,000         | 10            |               |
| Finale                     | 2             | Dion Nelin           | 10:4          | 15:11         | 313           | 206           | 1,519         | 2,000         | 3,750         | 11            |               |
| Halb- finale               | 3             | Dick Jaspers         | 10:2          | 13:3          | 216           | 128           | 1,687         | 2,307         | 5,000         | 8             |               |
| Halb- finale               | 3             | Ramón Rodriguez      | 6:6           | 10:10         | 234           | 161           | 1,453         | 2,148         | 3,750         | 9             |               |
| Viertel- finale            | 5             | Semih Saygıner       | 8:2           | 11:3          | 190           | 110           | 1,727         | 2,368         | 5,000         | 8             |               |
| Viertel- finale            | 6             | Torbjörn Blomdahl    | 8:2           | 10:5          | 195           | 107           | 1,822         | 2,727         | 5,000         | 12            |               |
| Viertel- finale            | 7             | Frédéric Caudron     | 8:2           | 9:4           | 174           | 118           | 1,474         | 2,000         | 3,000         | 11            |               |
| Viertel- finale            | 8             | Enrique Penalva      | 6:4           | 7:7           | 156           | 133           | 1,172         | 1,571         | 2,142         | 6             |               |
| Achtel- finale             | 9             | Tonny Carlsen        | 6:2           | 8:3           | 110           | 76            | 1,447         | 2,142         | 5,000         | 13            |               |
| Achtel- finale             | 10            | Gerhard Kostistansky | 4:4           | 7:5           | 140           | 95            | 1,473         | 3,333         | 3,750         | 10            |               |
| Achtel- finale             | 11            | Daniel Sánchez       | 4:4           | 6:5           | 139           | 85            | 1,635         | 3,000         | 5,000         | 8             |               |
| Achtel- finale             | 12            | Joji Kai             | 4:4           | 5:5           | 113           | 104           | 1,086         | 1,304         | 2,142         | 6             |               |
| Achtel- finale             | 13            | Tayfun Taşdemir      | 4:4           | 6:7           | 156           | 112           | 1,392         | 1,869         | 2,142         | 8             |               |
| Achtel- finale             | 14            | Thomas Andersen      | 4:4           | 5:7           | 123           | 109           | 1,128         | 1,523         | 2,500         | 7             |               |
| Achtel- finale             | 15            | Jacob Haack-Sørensen | 4:4           | 4:6           | 77            | 67            | 1,149         | 1,464         | 2,142         | 7             |               |
| Achtel- finale             | 16            | Luis Aveiga          | 4:4           | 4:7           | 96            | 94            | 1,021         | 1,178         | 1,666         | 9             |               |
| Gruppen- phase             | 17            | Filipos Kasidokostas | 4:2           | 4:4           | 95            | 89            | 1,067         | 1,225         | 1,875         | 9             |               |
| Gruppen- phase             | 18            | Eddy Merckx          | 2:4           | 3:4           | 78            | 62            | 1,258         | 1,200         | 1,500         | 9             |               |
| Gruppen- phase             | 19            | Kim Chul-min         | 2:4           | 3:4           | 39            | 41            | 0,951         | –             | 1,875         | 5             |               |
| Gruppen- phase             | 20            | Erling Sjørup        | 2:4           | 3:5           | 79            | 56            | 1,410         | 1,458         | 3,000         | 6             |               |
| Gruppen- phase             | 21            | Mikael Nilsson       | 2:4           | 3:5           | 110           | 78            | 1,410         | 1,166         | 1,500         | 7             |               |
| Gruppen- phase             | 22            | Rodolfo Covarrubias  | 2:4           | 3:5           | 85            | 84            | 1,011         | 1,148         | 2,142         | 7             |               |
| Gruppen- phase             | 23            | Yoichiro Mori        | 2:4           | 3:5           | 79            | 85            | 0,929         | 1,185         | 1,666         | 5             |               |
| Gruppen- phase             | 24            | Luis Miguel Avila    | 2:4           | 2:5           | 85            | 59            | 1,440         | 2,100         | 3,000         | 6             |               |
| Gruppen- phase             | 25            | Pedro Piedrabuena    | 2:4           | 2:5           | 91            | 78            | 1,166         | 1,157         | 2,142         | 5             |               |
| Gruppen- phase             | 26            | Martin Horn          | 2:4           | 2:5           | 73            | 67            | 1,089         | 1,791         | 2,500         | 9             |               |
| Gruppen- phase             | 27            | Jorge Theriaga       | 2:4           | 2:5           | 81            | 82            | 0,987         | 1,138         | 1,250         | 7             |               |
| Gruppen- phase             | 28            | Harrie van de Ven    | 0:6           | 3:6           | 90            | 82            | 1,097         | –             | 3,000         | 7             |               |
| Gruppen- phase             | 29            | Christian Rudolph    | 0:6           | 2:5           | 96            | 89            | 1,078         | –             | 1,875         | 6             |               |
| Gruppen- phase             | 30            | Ihab El Messery      | 0:6           | 2:6           | 85            | 85            | 1,000         | –             | 1,363         | 6             |               |
| Gruppen- phase             | 31            | Jean-Christophe Roux | 0:6           | 1:6           | 62            | 60            | 1,033         | –             | 1,666         | 5             |               |
| Gruppen- phase             | 32            | Oscar Castano        | 0:6           | –             | –             | –             | –             | –             | –             | –             |               |
| Turnierdurchschnitt: 1,331 |               |                      |               |               |               |               |               |               |               |               |               |